# Alegoria wody
Alegoria wody (także: Woda) – obraz olejny na desce olchowej autorstwa Giuseppe Arcimbolda z 1566 roku, o wymiarach 66,5×50,5 cm (uwzględniając ramę: 79,1×63 cm). Jest własnością Muzeum Historii Sztuki w Wiedniu (nr inw. 1586).

## Opis
Portret skomponowany jest z przeszło 60 istot wodnych, które układają się na kształt popiersia w profilu. Obecnie rozpoznano 62 gatunki, które historyk sztuki Thomas DaCosta Kaufmann opisał w pracy zbiorowej pt. The Arcimboldo Effect. Oprócz wielu gatunków ryb są to m.in. ślimak, rekin, krab, ośmiornica, rak, żaba, robaki, konik morski, foka, a także muszle, korale i perły. Do namalowania niektórych z nich, Arcimboldo mógł używać wzornika albo iluminowanego podręcznika. Na obrazie pominięto wiele pospolitych gatunków ryb, dużo uwagi poświęcono natomiast bardziej egzotycznym zwierzętom wodnym. Nadaje to całości jeszcze bardziej ekskluzywny wymiar. Jakkolwiek portret jest abstrakcyjny, to tworzące go zwierzęta namalowane są bardzo realistycznie. Jedynie ich proporcje są nierzeczywiste, przez co ten obraz jest bardziej abstrakcyjny niż pozostałe z cyklu Żywiołów. Największy w naturze rekin został tu sprowadzony do wielkości małej ryby, mniejszej niż krab, żółw czy meduza. Z kolei głowa foki zajmuje podobną przestrzeń co na przykład homar. Historyczka sztuki Zuzanna Stańka w swoim przeglądowym artykule na portalu DailyArt Magazine zwraca uwagę, że poszczególne zwierzęta wydają się mieć własną osobowość, niezależną od osobowości postaci jako całości. Postać przedstawiona na obrazie wydaje się być kobietą. Wskazują na to m.in. naszyjnik i kolczyk z pereł. Z uwagi na osobę zleceniodawcy i koronę, interpretowana jest jako dama dworu. W kompozycji dominują ciemne barwy, przełamane lekkimi akcentami czerwieni i pomarańczy. Podobrazie prawdopodobnie zamalowano wieloma warstwami ciemnego gruntu, dzięki czemu postać wyłania się z gładkiego, czarnego tła i sprawia wrażenie bardzo przestrzennej. Praca jest sygnowana na odwrocie jako Aqua.
Dzieło jest częścią cyklu alegorii żywiołów, do którego oprócz Wody zaliczają się też: Ogień, Ziemia i Powietrze. Niekiedy cykl jest interpretowany jako symbol władania potężnego cesarza nad wszelkimi żywiołami. Żywioły korespondują z wcześniejszym cyklem Arcimbolda, tj. alegoriami pór roku. Alegoria wody odpowiada Zimie, z którą łączą ją chłodne barwy. Mroźne wody oceany zestawiono z chłodem zimy. Choć dziś twórczość Arcimbolda jest rozpatrywana często jako proto-surrealistyczna, to w rzeczywistości odpowiadała ona na potrzeby ówczesnej publiczności, ceniącej sobie zagadki i alegorie.

## Historia
Cykl powstał prawdopodobnie na zamówienie cesarza Maksymiliana II Habsburga, którego Arcimboldo był nadwornym malarzem. Artysta podarował obywa cykle cesarzowi w 1569 roku. Korona, która wieńczy postać przedstawioną na portrecie nawiązuje do zleceniodawcy. Wiadomo, że obraz znajdował się w kunstkamerze następcy Maksymiliana, cesarza Rudolfa II, który był wielkim protagonistą Arcimbolda. Od 1748 roku obraz deponowany był w skarbcu wiedeńskim, zaś od 1830 roku eksponowany był w Galerii Malarstwa. Obecnie można go zobaczyć na wystawie stałej w Gabinecie nr 8 Galerii Obrazów na 1 piętrze Muzeum Historii Sztuki w Wiedniu, otwartego w 1891 roku.